# 식스 핏 언더
식스 핏 언더(Six Feet Under)는 미국의 방송국 HBO에서 2001년부터 2005년까지 방영된 TV 시리즈이다. 에미상과 골든 글로브상을 많이 수상했다.